# Oxygonum hastatum
Oxygonum hastatum är en slideväxtart som beskrevs av Santiago Ortiz Núñez. Oxygonum hastatum ingår i släktet Oxygonum och familjen slideväxter. Inga underarter finns listade i Catalogue of Life.